# 直布羅陀徽章
1502年7月10日，伊莎贝拉一世在直布罗陀的西班牙统治时期，在托莱多通过了一份皇家特许状，授予了直布罗陀这个徽章。。現在的直布羅陀徽章圖案是一面盾牌，中央有一個三座塔樓的城堡，城堡下方是金鑰匙。直布羅陀徽章的歷史可以追溯至英國佔領直布羅陀以前，是英國殖民地徽章中唯一一個歷史可以追溯至殖民之前的徽章。

## 纹章的描述
皇家特许状中称徽章包括以下元素:
“…一种饰有纹章的盾，其上部三分之二处有白底;在这片白底上，有一座红色的城堡;在上述城堡的下面，在盾徽的另三分之一处，必须是一块红色的区域，在城堡和上述红色区域之间必须有一条白线;上面有一把金钥匙，金钥匙上还有一条来自那个城堡的绳子……”
徽章由盾牌组成，按比例分开:

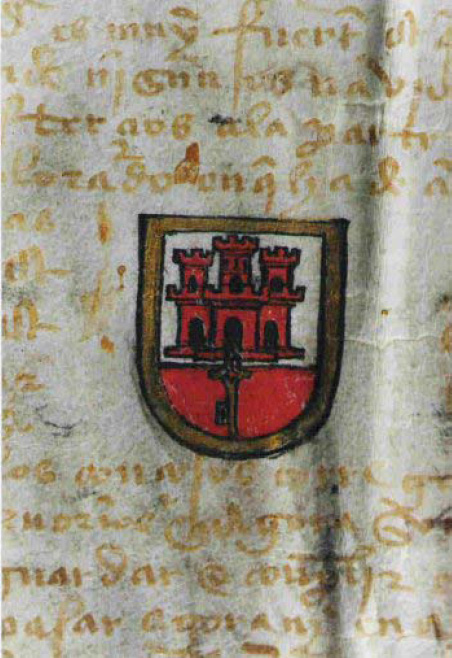
最初的徽章由伊莎贝拉一世授予直布罗陀

- 第一部分：为银色，占三分之二，上红色的三塔城堡，石砌而成，紫貂色的门窗。
- 第二部分：为红色，占三分之一，钥匙由绳索挂着，绳索是从城堡申出来的。

这座城堡起源于卡斯提尔王国的纹章，卡斯提尔王国是中世纪西班牙最大最重要的组成部分，伊莎贝拉是其中的女王。授予直布罗陀盾形纹章皇家特许状的序言部分说:
“…我们认为有一点说的很对，那就是这个城市非常强大，从它的位置来看，它是连接我们在东、西部海域的王国和守卫和保卫这片海域和海峡的关键，这片海域的任何民族的船只都不能通过这片海峡而不经过它。”
直布罗陀是西班牙或地中海的关键，这一想法早在西班牙征服之前就产生了。据说，塔里克·伊本·齐亚德的追随者在定居格拉纳达时采用了钥匙的符号。盾形纹章上还刻有“高贵的直布罗陀城，西班牙的锁钥”的字样。

## 使用

直布罗陀的官方徽章结合了女王陛下的徽章和直布罗陀自己的徽章。

今天，直布罗陀政府所使用的正式盾形纹章包括原来的盾形纹章，并附加了一句格言“Montis Insignia Calpe”(巨岩是直布罗陀的徽章)，它是1836年由军事学院授予的，以纪念直布罗陀包围战。这是英国海外领土上使用的最古老的纹章，它的独特之处在于，它是唯一一个可以追溯到英国殖民统治时期之前的纹章。
从1982年起，一个军旗被用作直布罗陀旗。这些徽章也出现在直布罗陀总督的旗帜上。直布罗陀政府的盾徽与联合王国的皇家盾徽相同，但是带有直布罗陀盾徽的徽章。

## 变体

西班牙圣罗克的盾形纹章，起源于直布罗陀的盾形纹章

附近的西班牙自治市圣罗克也在使用非常相似的盾形纹章，使用了相同纹章元素的稍微不同的版本(带有城堡和钥匙的盾形纹章)，并在盾形纹章上附加了古老的西班牙皇家王冠。

坎波－德直布羅陀的盾形纹章，该地区仍在西班牙的控制之下。

1704年，英荷联军代表觊觎西班牙王位的查理六世 占领直布罗陀时，市议会和大部分居民在直布罗陀西部现存的圣罗克教堂附近建立了一座新城。1502年授予纹章的皇家特许状由市议会被带到圣罗克，现在保存在圣罗克市政档案中。它在1706年成为一个新城，西班牙国王菲利普五世称它为“位于坎波的新直布罗陀城”，并成为“西班牙的新直布罗陀”。因此，他们保留了1502年授予直布罗陀的旧盾徽。